# One11 und 103
Kurz vor seinem Tod vollendete John Cage in Zusammenarbeit mit Henning Lohner seinen einzigen Film One11. Dieser hat Spielfilmlänge und wurde am 19. September 1992 in Köln uraufgeführt. One11 ist ein Schwarzweißfilm ohne Handlung oder Subjekte und wird daher häufig in Kombination mit Cages Stück 103 aufgeführt. Wie viele von Cages Werken entstand auch dieses im Zusammenspiel mit Zufallsoperationen (siehe: Aleatorik). 
Der Film beschäftigt sich mit der Wirkung von Licht in einem leeren Raum und der Wahrnehmung dieser. Die Perzeption von Leere und Stille wurde von Cage bereits im Jahre 1952 aufgegriffen und mit dem stillen Stück 4'33" musikalisch untersucht.

## Aufbau

### One11
Der Film wird häufig als eine große Herausforderung für Kameraführung und das Licht dargestellt. Der themen- und subjektlose Schwarzweißfilm ist 90 Minuten lang und besteht aus Lichtprojektionen in einem dunklen Raum. Der Schnitt, die Kameraführung sowie die Lichteinfälle wurden Zufallsoperationen durch einen Computer unterworfen, welche ein wiederkehrendes Element in Cages Werken darstellen. Der Film besteht, wie auch 103, aus 17 Teilen. Jeder der Teile ist von 1200 Zufallsoperationen geprägt.
Cage selbst sagte dazu: „Natürlich wird der Film von dem Effekt von Licht in einem leeren Raum handeln. Aber kein Raum ist wirklich leer und das Licht zeigt, was tatsächlich in dem Raum ist. Und der gesamte Raum und das gesamte Licht werden von Zufallsoperationen kontrolliert.“
Hinzu kommt die akustische Untermalung, die Cage parallel zum Film laufen lässt, ohne dass die zwei Bestandteile je aufeinander Bezug nehmen. In Frage kommen hierzu verschiedene Stücke, die von Cage zu einem früheren Zeitpunkt komponiert wurden und die alle aus der Reihe der Number Pieces ausgewählt wurden. Cage legt sich bei der Auswahl der Stücke nicht fest; im Original wurde jedoch 103 zu den Projektionen abgespielt. Cage selbst war nicht der Ausführende der medialen Komposition; vielmehr überließ er dies dem Kameramann Van Theodore Carlson, der somit Kontrolle über das Ausführen der Zufallsoperationen und über den Kameraarm hatte.

### 103
One11 kann auch mit Cages Musikstück 103 aufgeführt werden. In der Struktur ähnelt 103 einer Sinfonie und ist in vier Sätze aufgeteilt: A, B, C, D. Stille wird hier als wiederkehrendes Element verwendet; sie wird am Anfang, jeweils zwischen den Sätzen und am Ende eingesetzt. Zudem verwendete Cage Percussion-Instrumente, die nicht näher benannt sind; jedoch sollten diese sich voneinander unterscheiden und resonant sein. Insgesamt besteht das sinfonieähnliche Stück aus 17 Abschnitten.

## Variationen
Der Film kann auch mit der Begleitmusik 108 aufgeführt werden. Das Stück kann als Cello-Konzert mit One8, als Sho-Konzert mit einer der drei Bewegungen von One9 und als Doppelkonzert mit Sho und fünf Muschelhörner mit einer der drei Bewegungen von Two3 aufgeführt werden. One8 und 108 wurde am 30. November 1991 vom Radio-Sinfonieorchester Stuttgart uraufgeführt, mit Michael Bach, einem Cello-Solisten, mit dem für ihn typischen gekrümmten Bogen. Wie bei vielen Werken von Cage legte er sich bei der Instrumentation und der begleitenden Musik nicht fest. Er überließ seinen ausführenden Künstlern also die Autonomie, selbst eine Entscheidung zu treffen, wie es auch bei 4′33″ der Fall war.

## Produktion und Premiere
Lange Zeit hatte sich Cage dagegen verwehrt, einen Film zu machen, aber der Filmkomponist und Medienkünstler Henning Lohner überzeugte ihn schließlich davon, einen Langfilm fürs Kino und Fernsehen zu realisieren. One11 wurde im Jahre 1992 unter der Regie von Lohner und der Kameraführung von Van Theodore Carlson in einem Münchner Fernsehstudio auf 35-mm-Film gedreht. Die Dreharbeiten begannen am 22. April mit zwölf Teammitgliedern.
Die Produktion wurde nur Wochen vor Cages Tod im Sommer 1992 fertiggestellt. Seine Uraufführung erlebte der Film schließlich am 19. September 1992 in Köln, musikalisch begleitet durch Cages Werk 103, das vom WDR Sinfonieorchester unter Leitung des Dirigenten Arturo Tamayo dargeboten wurde.
Auf der DVD, die von Mode Records herausgegeben wurde, haben die Zuschauer die Möglichkeit, zwischen zwei unterschiedlichen Orchesterkonzerten von 103 als musikalische Untermalung des Films auszuwählen: zum einen der Version, die bei der Uraufführung vom WDR Sinfonieorchester gespielt wurde, als auch einer Darbietung des Spoleto Festival Orchesters.

## Medienkompositionen
John Cage selbst äußerte sich selbst selten über das Thema der Medienkomposition, da er die Funktion seines Handelns häufig als selbstverständlich ansah. Über den Film One11 äußerte er sich jedoch und beabsichtigte, dass sich die Zuschauer durch den Film finden würden, frei von ökonomischen und politischen Problemen. Cage wollte dem Zuschauer aufzeigen, dass kein Raum leer ist, obwohl er so erscheint. Dies ist dem Konzept der Stille von 4’33” ähnlich, mit welchem er beweisen wollte, dass es keine absolute Stille gäbe, sondern dass immer – wenn auch unbeabsichtigte – Geräusche vorhanden seien. Der Film handelt also nicht von Licht in einem leeren Raum, sondern von einem dunklen Raum, der durch das Licht aufgedeckt wird. Das Licht zeigt somit, was in dem Raum vorhanden ist, und liefert dabei gleichsam den Beweis, dass dieser Raum nicht leer sein kann und somit kein Raum je wirklich leer ist.
In einem Artikel über Cage schrieb Hans Rudolf Zeller: „Medienkomposition versucht, noch im Kontext der Medien und im Widerspruch zu ihren Forderungen, darauf zu antworten, dass der traditionelle Begriff von Komposition selbst unter deren Druck sich unwiderruflich verändert hat und aus dem einmal konstitutiven Zusammenhang von Interpretationen und Hören […] isoliert wurde.“ Übertragbar ist dies auch auf Cages Medienkomposition, indem dieser auch seinem Film keine höhere Bedeutung zuschrieb. Dieses Motiv kann mit Cages früherer komponierender Absichtslosigkeit verbunden werden, welche er in der Stille gefunden hat, was bei 0'00″ und 4′33″ deutlich wird.

## Rezeption
One11 wurde von Kritikern und Filmemachern euphorisch aufgenommen. Der französische Filmregisseur Louis Malle bezeichnete den Film als "sehr stark, sehr kühn und absolut faszinierend". Im britischen Avantgarde-Musikmagazin The Wire schrieb der Kritiker Peter Peter Clark, die Bilder des "außergewöhnlichen" Films seien so "entwaffnend" und "beeindruckend", dass selbst die Augen "ganz genau hinhören" würden. Im Blog The Sound of Eye wurde One11 als "Meisterwerk" bezeichnet.
Der Kritiker Peter Dickinson nannte One11 im Magazin Gramophone "ein großartiges Projekt, das von allen Beteiligten mit Hingabe ausgeführt wurde", und lobte die "außergewöhnliche Qualität dieser einzigartigen, pur visuellen Bilder, Lichtstudien, die von völligem Schwarz ins absolute Weiß hinein reichen. [...] Das Lichtspiel lässt sich langsam bewegende, kreisförmige Objekte erscheinen, die unheimlich an entfernte Monde aus dem Weltall erinnern und immerwährende Fragen über die menschliche Existenz aufwerfen."